# Football aux Jeux de l'Extrême-Orient
L'épreuve de football aux Jeux de l'Extrême-Orient était la seule compétition majeure de football en Asie, avant la Seconde Guerre mondiale. Elle fut disputée par la Chine, les Philippines, le Japon (dès la troisième édition) et les Indes orientales néerlandaises (lors de la dernière édition).

## Palmarès
| N° | Édition                       | Ville hôte | Or          | Argent                         | Bronze      |
| -- | ----------------------------- | ---------- | ----------- | ------------------------------ | ----------- |
| 1  | Jeux de l'Extrême-Orient 1913 | Manille    | Philippines | Chine                          | -           |
| 2  | Jeux de l'Extrême-Orient 1915 | Shanghai   | Chine       | Philippines                    | -           |
| 3  | Jeux de l'Extrême-Orient 1917 | Tokyo      | Chine       | Philippines                    | Japon       |
| 4  | Jeux de l'Extrême-Orient 1919 | Manille    | Chine       | Philippines                    | -           |
| 5  | Jeux de l'Extrême-Orient 1921 | Shanghai   | Chine       | Philippines                    | Japon       |
| 6  | Jeux de l'Extrême-Orient 1923 | Osaka      | Chine       | Philippines                    | Japon       |
| 7  | Jeux de l'Extrême-Orient 1925 | Manille    | Chine       | Philippines                    | Japon       |
| 8  | Jeux de l'Extrême-Orient 1927 | Shanghai   | Chine       | Japon                          | Philippines |
| 9  | Jeux de l'Extrême-Orient 1930 | Tokyo      | Chine       | Japon                          | Philippines |
| 10 | Jeux de l'Extrême-Orient 1934 | Manille    | Chine       | Indes orientales néerlandaises | Philippines |

## Tableau des médailles
| Rang | Nation                         | Or | Argent | Bronze | Total |
| ---- | ------------------------------ | -- | ------ | ------ | ----- |
| 1    | Chine                          | 9  | 1      | 0      | 10    |
| 2    | Philippines                    | 1  | 6      | 3      | 10    |
| 3    | Japon                          | 0  | 2      | 4      | 6     |
| 4    | Indes orientales néerlandaises | 0  | 1      | 0      | 1     |